# فلورنوی، کالیفرنیا
فلورنوی (به انگلیسی: Flournoy) یک منطقهٔ مسکونی در ایالات متحده آمریکا است که در شهرستان تهاما، کالیفرنیا واقع شده‌است. فلورنوی ۱۵٫۰۱۳ کیلومتر مربع مساحت و ۱۰۱ نفر جمعیت دارد و ۱۸۱٫۰۵ متر بالاتر از سطح دریا واقع شده‌است.